# Aloisia Brial
Pour les articles homonymes, voir Brial.
Aloisia Brial, née Tautu'u née en 1895 et morte en 1972[réf. nécessaire], est une reine coutumière (Lavelua) d'Uvea qui régna de 1953 à 1958. Femme wallisienne issue d'une famille royale, elle se marie avec le commerçant français Julien Brial, avec qui elle a dix enfants, dont le député Benjamin Brial. En 1953, elle est appelée à Wallis pour succéder à Kapeliele Tufele à la fonction de roi coutumier (Lavelua) et devient souveraine le 21 décembre 1953.
Son règne se déroule dans une période de mutations sociales, politiques et économiques importantes : l'émigration vers la Nouvelle-Calédonie s'intensifie, le protectorat de Wallis-et-Futuna touche à sa fin et des négociations pour un changement de statut ont lieu. Aloisia Brial, jugée autoritaire, suscite l'opposition de plusieurs de ses ministres coutumiers, notamment son Premier ministre Tomasi Kulimoetoke, qui tente de la destituer sans succès en 1957. L'année suivante, après s'être entourée d'une grande chefferie acquise à ses intérêts, la reine s'attire également l'hostilité du résident de France lorsqu'elle refuse l'évolution statutaire et la cession d'un terrain pour l'aéroport de Hihifo. L'action combinée du résident Pierre Fauché, de Kulimoetoke et de l'ancien roi Pelenato Fuluhea conduit Aloisia Brial à démissionner le 12 septembre 1958.  

## Biographie

### Famille
Aloisia Tautu'u appartient à la noblesse wallisienne de la lignée Manuka, branche de la famille des Uhilamoafa. Elle épouse Julien Brial, un commerçant français originaire des Pyrénées-Orientales, implanté à Wallis et jouant un rôle dans les affaires politiques locales depuis son arrivée vers 1910. 
Aloisia Brial a dix enfants avec son mari. En 1933, Julien Brial quitte Wallis avec plusieurs de ses fils pour s'installer à Nouméa. 
Aloisia Brial est la mère du commerçant et député gaulliste Benjamin Brial, la grand-mère des députés Sylvain Brial et Victor Brial, et l'arrière-grand-mère de l'homme politique Gil Brial. La famille Brial joue un rôle important dans les affaires commerciales et politiques de Wallis-et-Futuna. 
Peu avant 1953, Julien Brial décède, la laissant veuve.

### Reine d'Uvea (1953-1958)

#### Arrivée au pouvoir
Le 17 novembre 1953, le roi Kapeliele Tufele abdique. Un fils d'Aloisia, Benjamin Brial, métis franco-wallisien, se porte candidat pour devenir roi coutumier, mais l'administration de Nouvelle-Calédonie s'y oppose car elle refuse qu'un citoyen français accède à cette position.  
Le 11 décembre 1953, Soane Toke, qui est alors chef du district de Hihifo, est élu par une nouvelle chefferie. Alors qu'une cérémonie du kava se met en place devant le palais royal pour officialiser l'intronisation du roi, des villageois en colère et armés provenant de Ha'afuasia et Falaleu arrivent et interrompent la cérémonie. D'après Alexandre Poncet, le résident de France (qui ne parle pas wallisien) part en catastrophe au séminaire de Lano chercher des pères maristes pour servir d'interprètes ; en revenant vers Mata Utu, « ils rencontrent sur la route le malheureux roi qui, à peine élu, s'était vu obligé d'accepter sa déchéance et de retourner dans ses foyers à Hihifo ». 
Après des négociations entre les familles royales et avec l’approbation du haut-commissaire de la France dans l’océan Pacifique, Raoul Angammarre, Aloisia Brial est nommée reine d'Uvea le 22 décembre 1953. Elle arrive de Nouméa le 20 décembre, est désignée reine le 21 et intronisée le lendemain, « dans la précipitation » et en l'absence du résident de France Charles André. À la demande de Raoul Angammarre, une nouvelle cérémonie d'intronisation se tient le 31 janvier 1954. 
À son arrivée sur le trône, la grande chefferie est déjà en place (depuis le 11 décembre 1953) avec Tomasi Kulimoetoke au poste de kalae kivalu (Premier ministre coutumier). 
| Date                                | Kalae-Kivalu       | Ulu'imonua                        | Fotu'atamai     | Mahe Fotu'aika         | Mukoifenua              | Kulitea                             | Pulu'ivea           |
| ----------------------------------- | ------------------ | --------------------------------- | --------------- | ---------------------- | ----------------------- | ----------------------------------- | ------------------- |
| 11 décembre 1953                    | Tomasi Kulimoetoke | Apalahamo Vakalepu (chef de Mu'a) | Paino Tuugahala | Soane Foloka (Falaleu) | Seteone Siaki (Vaitupu) | Paulino Uuatemoakehe (chef de Liku) | vide                |
| 1954                                | Tomasi Kulimoetoke | Apalahamo Vakalepu (chef de Mu'a) | Paino Tuugahala | Soane Foloka (Falaleu) | Seteone Siaki (Vaitupu) | Paulino Uuatemoakehe (chef de Liku) | vide                |
| 1955                                | Tomasi Kulimoetoke | Apalahamo Vakalepu (chef de Mu'a) | Sosefo Manuka   | Soane Foloka (Falaleu) | Seteone Siaki (Vaitupu) | Paulino Uuatemoakehe (chef de Liku) | vide                |
| 1956                                | Tomasi Kulimoetoke | Apalahamo Vakalepu (chef de Mu'a) | Sosefo Manuka   | Soane Foloka (Falaleu) | Seteone Siaki (Vaitupu) | Paulino Uuatemoakehe (chef de Liku) | vide                |
| 1957                                | Tomasi Kulimoetoke | Apalahamo Vakalepu (chef de Mu'a) | Sosefo Manuka   | Soane Foloka (Falaleu) | Seteone Siaki (Vaitupu) | Paulino Uuatemoakehe (chef de Liku) | Mikaele FolauMahina |
| 16 octobre 1957 - 12 septembre 1958 | Soane Foloka       | Soane Malivao                     |                 | Sosefo Manuka          | Seteone Siaki (Vaitupu) | Paulino Uuatemoakehe (chef de Liku) |                     |

#### Crise politique et destitution
Le règne d'Aloisia Brial est marqué par l'instabilité politique. La reine, jugée trop autoritaire, devient contestée par sa chefferie. En 1957, la reine est âgée et son Premier ministre, Tomasi Kulimoetoke, juge qu'elle n'est plus apte à gouverner. Alison Lotti note que « dans une situation comme celle-ci où la population n'est plus en mesure de la soutenir, la coutume veut que la reine démissionne ». Kulimoetoke dépose la souveraine, mais le résident de France Trucy refuse l'abdication de la reine, suivant les instructions qu'il a reçues de l'administration en Nouvelle-Calédonie - une pratique qui tranche avec l'attitude habituelle de l'administration française qui se contentait d'accepter la destitution des rois coutumiers. 
Aloisia Brial indique alors qu'elle reste reine et Kulimoetoke démissionne le 16 octobre 1957. La reine le remplace par Soane Foloka et nomme d'autres ministres coutumiers, « formant ainsi un gouvernement où toute opposition était éliminée ». Tomasi Kulimoetoke s'allie alors avec l'ancien roi Pelenato Fuluhea, « principal opposant à la reine », pour la faire tomber. En novembre 1957, Aloisia Brial est mise en minorité par le conseil royal. La tension est maximale lorsque le district de Mu'a, sous l'autorité de Fuluhea, fait presque sécession.
Aloisia Brial règne dans une période marquée par des transformations sociales, économiques et politiques. En France, la Cinquième République est instaurée en 1958, ce qui réorganise les territoires d'outre-mer et possessions françaises. La fin des années 1950 est également une période d'intenses changements à Wallis-et-Futuna, avec une immigration de travail importante vers la Nouvelle-Calédonie. Le protectorat de Wallis-et-Futuna touche à sa fin et des négociations ont lieu pour la rédaction d'un nouveau statut. La reine Aloisia Brial s'y oppose fortement, et remet en question l'autorité française : « nous n'acceptons pas [...] que ce soit le résident qui commande ; nous refusons enfin de soumettre la désignation du roi à l'approbation du résident et du gouverneur à Nouméa, comme le prévoit le traité de 1910 ». Elle refuse également de céder un terrain pour la construction de l'aéroport de Hihifo, qui permettrait de désenclaver Wallis. Le résident Pierre Fauché (arrivé le 3 août 1958) décide alors de se mettre du côté de Pelenato Fuluhea et Tomasi Kuilmoetoke pour contrecarrer la reine. De plus en plus isolée et affaiblie politiquement, Aloisia Brial finit par démissionner le 12 septembre 1958. Tomasi Kulimoetoke II lui succède après des négociations le 12 mars 1959.

## Comparaison avec d'autres souveraines d'Océanie
Aloisia Brial est la quatrième femme de l'histoire wallisienne à devenir reine, après Toifale (1825-1829), Falakika Seilala (1858-1869) et Amelia Tokagahahau (1869-1895) ; elle s'inscrit également parmi d'autres reines de Polynésie, comme Salote Tupou III aux Tonga (1918-1965), Liliʻuokalani à Hawaï (1891-1893) ou Pōmare IV à Tahiti (1827-1877).